# Lista comunelor din Loir-et-Cher
Aceasta este lista celor 291 comune din departamentul Loir-et-Cher din Franța.
- (CAB) Communauté d'agglomération Blaisois, creată în 2003.

| INSEE | Cod poștal | Comuna                             |
| ----- | ---------- | ---------------------------------- |
| 41001 | 41310      | Ambloy                             |
| 41002 | 41400      | Angé                               |
| 41003 | 41100      | Areines                            |
| 41004 | 41800      | Artins                             |
| 41005 | 41170      | Arville                            |
| 41006 | 41240      | Autainville                        |
| 41007 | 41310      | Authon                             |
| 41008 | 41500      | Avaray                             |
| 41009 | 41330      | Averdon                            |
| 41010 | 41100      | Azé                                |
| 41011 | 41290      | Baigneaux                          |
| 41012 | 41170      | Baillou                            |
| 41013 | 41250      | Bauzy                              |
| 41014 | 41170      | Beauchêne                          |
| 41015 | 41290      | Beauvilliers                       |
| 41016 | 41130      | Billy                              |
| 41017 | 41240      | Binas                              |
| 41018 | 41000      | Blois (CAB)                        |
| 41019 | 41290      | Boisseau                           |
| 41020 | 41800      | Bonneveau                          |
| 41022 | 41270      | Bouffry                            |
| 41023 | 41400      | Bourré                             |
| 41024 | 41270      | Boursay                            |
| 41025 | 41250      | Bracieux                           |
| 41026 | 41160      | Brévainville                       |
| 41027 | 41370      | Briou                              |
| 41028 | 41160      | Busloup                            |
| 41029 | 41120      | Candé-sur-Beuvron                  |
| 41030 | 41360      | Cellé                              |
| 41031 | 41120      | Cellettes (CAB)                    |
| 41032 | 41120      | Chailles (CAB)                     |
| 41033 | 41190      | Chambon-sur-Cisse                  |
| 41034 | 41250      | Chambord                           |
| 41035 | 41330      | Champigny-en-Beauce                |
| 41036 | 41600      | Chaon                              |
| 41037 | 41290      | La Chapelle-Enchérie               |
| 41038 | 41320      | La Chapelle-Montmartin             |
| 41039 | 41500      | La Chapelle-Saint-Martin-en-Plaine |
| 41040 | 41330      | La Chapelle-Vendômoise             |
| 41041 | 41270      | La Chapelle-Vicomtesse             |
| 41042 | 41110      | Châteauvieux                       |
| 41043 | 41130      | Châtillon-sur-Cher                 |
| 41044 | 41320      | Châtres-sur-Cher                   |
| 41045 | 41150      | Chaumont-sur-Loire                 |
| 41046 | 41600      | Chaumont-sur-Tharonne              |
| 41047 | 41260      | La Chaussée-Saint-Victor (CAB)     |
| 41048 | 41270      | Chauvigny-du-Perche                |
| 41049 | 41700      | Chémery                            |
| 41050 | 41700      | Cheverny                           |
| 41051 | 41400      | Chissay-en-Touraine                |
| 41052 | 41120      | Chitenay                           |
| 41053 | 41170      | Choue                              |
| 41054 | 41700      | Choussy                            |
| 41055 | 41150      | Chouzy-sur-Cisse                   |
| 41056 | 41160      | La Colombe                         |
| 41057 | 41290      | Conan                              |
| 41058 | 41370      | Concriers                          |
| 41059 | 41700      | Contres                            |
| 41060 | 41170      | Cormenon                           |
| 41061 | 41120      | Cormeray                           |
| 41062 | 41700      | Couddes                            |
| 41063 | 41110      | Couffy                             |
| 41064 | 41150      | Coulanges                          |
| 41065 | 41100      | Coulommiers-la-Tour                |
| 41066 | 41500      | Courbouzon                         |
| 41067 | 41700      | Cour-Cheverny                      |
| 41068 | 41230      | Courmemin                          |
| 41069 | 41500      | Cour-sur-Loire                     |
| 41070 | 41800      | Couture-sur-Loir                   |
| 41071 | 41220      | Crouy-sur-Cosson                   |
| 41072 | 41100      | Crucheray                          |
| 41073 | 41160      | Danzé                              |
| 41074 | 41220      | Dhuizon                            |
| 41075 | 41270      | Droué                              |
| 41077 | 41290      | Épiais                             |
| 41078 | 41360      | Épuisay                            |
| 41079 | 41800      | Les Essarts                        |
| 41080 | 41400      | Faverolles-sur-Cher                |
| 41081 | 41100      | Faye                               |
| 41082 | 41120      | Feings                             |
| 41083 | 41210      | La Ferté-Beauharnais               |
| 41084 | 41300      | La Ferté-Imbault                   |
| 41085 | 41220      | La Ferté-Saint-Cyr                 |
| 41087 | 41800      | Fontaine-les-Coteaux               |
| 41088 | 41270      | Fontaine-Raoul                     |
| 41086 | 41250      | Fontaines-en-Sologne               |
| 41089 | 41270      | La Fontenelle                      |
| 41090 | 41360      | Fortan                             |
| 41091 | 41330      | Fossé (CAB)                        |
| 41092 | 41120      | Fougères-sur-Bièvre                |
| 41093 | 41190      | Françay                            |
| 41094 | 41700      | Fresnes                            |
| 41095 | 41160      | Fréteval                           |
| 41096 | 41270      | Le Gault-Perche                    |
| 41097 | 41130      | Gièvres                            |
| 41098 | 41310      | Gombergean                         |
| 41099 | 41230      | Gy-en-Sologne                      |
| 41100 | 41800      | Les Hayes                          |
| 41101 | 41190      | Herbault                           |
| 41102 | 41800      | Houssay                            |
| 41103 | 41310      | Huisseau-en-Beauce                 |
| 41104 | 41350      | Huisseau-sur-Cosson                |
| 41105 | 41370      | Josnes                             |
| 41106 | 41600      | Lamotte-Beuvron                    |
| 41107 | 41310      | Lancé                              |
| 41108 | 41190      | Lancôme                            |
| 41109 | 41190      | Landes-le-Gaulois                  |
| 41110 | 41320      | Langon                             |
| 41112 | 41230      | Lassay-sur-Croisne                 |
| 41113 | 41800      | Lavardin                           |
| 41114 | 41500      | Lestiou                            |
| 41115 | 41160      | Lignières                          |
| 41116 | 41100      | Lisle                              |
| 41118 | 41200      | Loreux                             |
| 41119 | 41370      | Lorges                             |
| 41120 | 41360      | Lunay                              |
| 41121 | 41370      | La Madeleine-Villefrouin           |
| 41122 | 41320      | Maray                              |
| 41123 | 41370      | Marchenoir                         |
| 41124 | 41100      | Marcilly-en-Beauce                 |
| 41125 | 41210      | Marcilly-en-Gault                  |
| 41126 | 41110      | Mareuil-sur-Cher                   |
| 41127 | 41210      | La Marolle-en-Sologne              |
| 41128 | 41330      | Marolles (CAB)                     |
| 41129 | 41250      | Maslives                           |
| 41130 | 41500      | Maves                              |
| 41131 | 41100      | Mazangé                            |
| 41132 | 41140      | Méhers                             |
| 41133 | 41240      | Membrolles                         |
| 41134 | 41500      | Menars                             |
| 41135 | 41320      | Mennetou-sur-Cher                  |
| 41136 | 41500      | Mer                                |
| 41137 | 41150      | Mesland                            |
| 41138 | 41100      | Meslay                             |
| 41139 | 41130      | Meusnes                            |
| 41140 | 41200      | Millançay                          |
| 41141 | 41160      | Moisy                              |
| 41142 | 41190      | Molineuf                           |
| 41143 | 41170      | Mondoubleau                        |
| 41144 | 41150      | Monteaux                           |
| 41145 | 41120      | Monthou-sur-Bièvre                 |
| 41146 | 41400      | Monthou-sur-Cher                   |
| 41147 | 41120      | Les Montils                        |
| 41148 | 41350      | Montlivault                        |
| 41149 | 41800      | Montoire-sur-le-Loir               |
| 41150 | 41250      | Mont-près-Chambord                 |

| INSEE | Cod poștal | Comuna                          |
| ----- | ---------- | ------------------------------- |
| 41151 | 41400      | Montrichard                     |
| 41152 | 41210      | Montrieux-en-Sologne            |
| 41153 | 41800      | Montrouveau                     |
| 41154 | 41160      | Morée                           |
| 41155 | 41500      | Muides-sur-Loire                |
| 41156 | 41500      | Mulsans                         |
| 41157 | 41230      | Mur-de-Sologne                  |
| 41158 | 41100      | Naveil                          |
| 41159 | 41210      | Neung-sur-Beuvron               |
| 41160 | 41250      | Neuvy                           |
| 41161 | 41600      | Nouan-le-Fuzelier               |
| 41163 | 41310      | Nourray                         |
| 41164 | 41140      | Noyers-sur-Cher                 |
| 41165 | 41170      | Oigny                           |
| 41166 | 41700      | Oisly                           |
| 41167 | 41150      | Onzain                          |
| 41168 | 41300      | Orçay                           |
| 41169 | 41190      | Orchaise                        |
| 41170 | 41120      | Ouchamps                        |
| 41171 | 41290      | Oucques                         |
| 41172 | 41160      | Ouzouer-le-Doyen                |
| 41173 | 41240      | Ouzouer-le-Marché               |
| 41174 | 41100      | Périgny                         |
| 41175 | 41100      | Pezou                           |
| 41176 | 41300      | Pierrefitte-sur-Sauldre         |
| 41177 | 41170      | Le Plessis-Dorin                |
| 41178 | 41370      | Le Plessis-l'Échelle            |
| 41179 | 41270      | Le Poislay                      |
| 41180 | 41400      | Pontlevoy                       |
| 41181 | 41110      | Pouillé                         |
| 41182 | 41190      | Pray                            |
| 41183 | 41240      | Prénouvellon                    |
| 41184 | 41310      | Prunay-Cassereau                |
| 41185 | 41200      | Pruniers-en-Sologne             |
| 41186 | 41160      | Rahart                          |
| 41187 | 41100      | Renay                           |
| 41188 | 41290      | Rhodon                          |
| 41189 | 41150      | Rilly-sur-Loire                 |
| 41190 | 41100      | Rocé                            |
| 41191 | 41370      | Roches                          |
| 41192 | 41800      | Les Roches-l'Évêque             |
| 41193 | 41270      | Romilly                         |
| 41194 | 41200      | Romorantin-Lanthenay            |
| 41195 | 41230      | Rougeou                         |
| 41196 | 41270      | Ruan-sur-Egvonne                |
| 41197 | 41170      | Saint-Agil                      |
| 41198 | 41110      | Saint-Aignan                    |
| 41199 | 41310      | Saint-Amand-Longpré             |
| 41201 | 41800      | Saint-Arnoult                   |
| 41202 | 41170      | Saint-Avit                      |
| 41203 | 41330      | Saint-Bohaire (CAB)             |
| 41204 | 41350      | Saint-Claude-de-Diray           |
| 41205 | 41190      | Saint-Cyr-du-Gault              |
| 41206 | 41000      | Saint-Denis-sur-Loire           |
| 41207 | 41500      | Saint-Dyé-sur-Loire             |
| 41200 | 41100      | Sainte-Anne                     |
| 41210 | 41290      | Sainte-Gemmes                   |
| 41208 | 41190      | Saint-Étienne-des-Guérets       |
| 41209 | 41100      | Saint-Firmin-des-Prés           |
| 41211 | 41400      | Saint-Georges-sur-Cher          |
| 41212 | 41350      | Saint-Gervais-la-Forêt (CAB)    |
| 41213 | 41310      | Saint-Gourgon                   |
| 41214 | 41160      | Saint-Hilaire-la-Gravelle       |
| 41215 | 41800      | Saint-Jacques-des-Guérets       |
| 41216 | 41160      | Saint-Jean-Froidmentel          |
| 41217 | 41400      | Saint-Julien-de-Chédon          |
| 41218 | 41320      | Saint-Julien-sur-Cher           |
| 41219 | 41240      | Saint-Laurent-des-Bois          |
| 41220 | 41220      | Saint-Laurent-Nouan             |
| 41221 | 41370      | Saint-Léonard-en-Beauce         |
| 41222 | 41320      | Saint-Loup                      |
| 41223 | 41190      | Saint-Lubin-en-Vergonnois       |
| 41224 | 41170      | Saint-Marc-du-Cor               |
| 41225 | 41800      | Saint-Martin-des-Bois           |
| 41226 | 41100      | Saint-Ouen                      |
| 41228 | 41800      | Saint-Rimay                     |
| 41229 | 41140      | Saint-Romain-sur-Cher           |
| 41230 | 41000      | Saint-Sulpice-de-Pommeray (CAB) |
| 41231 | 41210      | Saint-Viâtre                    |
| 41232 | 41300      | Salbris                         |
| 41233 | 41120      | Sambin                          |
| 41234 | 41190      | Santenay                        |
| 41235 | 41170      | Sargé-sur-Braye                 |
| 41236 | 41310      | Sasnières                       |
| 41237 | 41700      | Sassay                          |
| 41238 | 41360      | Savigny-sur-Braye               |
| 41239 | 41110      | Seigy                           |
| 41240 | 41150      | Seillac                         |
| 41241 | 41300      | Selles-Saint-Denis              |
| 41242 | 41130      | Selles-sur-Cher                 |
| 41243 | 41100      | Selommes                        |
| 41244 | 41160      | Semerville                      |
| 41245 | 41500      | Séris                           |
| 41246 | 41120      | Seur                            |
| 41247 | 41230      | Soings-en-Sologne               |
| 41248 | 41170      | Souday                          |
| 41249 | 41300      | Souesmes                        |
| 41250 | 41800      | Sougé                           |
| 41251 | 41600      | Souvigny-en-Sologne             |
| 41252 | 41500      | Suèvres                         |
| 41253 | 41370      | Talcy                           |
| 41254 | 41170      | Le Temple                       |
| 41255 | 41800      | Ternay                          |
| 41256 | 41300      | Theillay                        |
| 41257 | 41400      | Thenay                          |
| 41258 | 41140      | Thésée                          |
| 41259 | 41100      | Thoré-la-Rochette               |
| 41260 | 41220      | Thoury                          |
| 41261 | 41190      | Tourailles                      |
| 41262 | 41250      | Tour-en-Sologne                 |
| 41263 | 41800      | Tréhet                          |
| 41264 | 41240      | Tripleville                     |
| 41265 | 41800      | Troo                            |
| 41266 | 41120      | Valaire                         |
| 41267 | 41400      | Vallières-les-Grandes           |
| 41268 | 41230      | Veilleins                       |
| 41269 | 41100      | Vendôme                         |
| 41270 | 41240      | Verdes                          |
| 41271 | 41230      | Vernou-en-Sologne               |
| 41272 | 41150      | Veuves                          |
| 41273 | 41290      | Vievy-le-Rayé                   |
| 41274 | 41800      | Villavard                       |
| 41275 | 41160      | La Ville-aux-Clercs             |
| 41276 | 41000      | Villebarou (CAB)                |
| 41277 | 41270      | Villebout                       |
| 41278 | 41310      | Villechauve                     |
| 41279 | 41800      | Villedieu-le-Château            |
| 41280 | 41200      | Villefranche-sur-Cher           |
| 41281 | 41330      | Villefrancœur                   |
| 41282 | 41200      | Villeherviers                   |
| 41283 | 41100      | Villemardy                      |
| 41284 | 41290      | Villeneuve-Frouville            |
| 41285 | 41220      | Villeny                         |
| 41286 | 41310      | Villeporcher                    |
| 41287 | 41100      | Villerable                      |
| 41288 | 41000      | Villerbon                       |
| 41289 | 41240      | Villermain                      |
| 41290 | 41100      | Villeromain                     |
| 41291 | 41100      | Villetrun                       |
| 41292 | 41500      | Villexanton                     |
| 41293 | 41100      | Villiersfaux                    |
| 41294 | 41100      | Villiers-sur-Loir               |
| 41295 | 41350      | Vineuil (CAB)                   |
| 41296 | 41600      | Vouzon                          |
| 41297 | 41600      | Yvoy-le-Marron                  |